# La Maison ensorcelée (film, 1906)
Pour les articles homonymes, voir La Maison ensorcelée.
Pour plus de détails, voir Fiche technique et Distribution.
La Maison ensorcelée est un film fantastique franco-espagnol réalisé par Segundo de Chomón, sorti en 1907.
Segundo de Chomón, dont le nom (déjà raccourci) était parfois francisé en Chaumont, s'était spécialisé en truquages, et il était la carte maîtresse jouée par le producteur Charles Pathé pour contrer la Star Film de Georges Méliès. Il a décliné le thème de la maison ou de l'hôtel hanté dans plusieurs de ses très nombreux films.

## Synopsis
Deux hommes et une femme cheminent dans un bois et sont surpris par un orage. Ils se réfugient dans une maison isolée tandis que des éclairs zèbrent le ciel (par le procédé de l'arrêt de caméra avec apparition et disparition d'éclairs peints. Dès qu'ils sont entrés, la maison affiche un faciès anthropomorphique qui riboule des yeux (comme la Lune de Georges Méliès).
À l'intérieur, on aperçoit des éclairs par la porte encore ouverte. Enfin, le lieu est fermé et les voyageurs montrent leur satisfaction d'être à l'abri. Ces trois personnages sont des caricatures, comme les aimait Segundo de Chomón, ils sont laids à souhait.
Soudain, un tableau représentant un paysage se transforme en portrait vivant d'un horrible sorcier (grâce au procédé du cache/contre-cache), provoquant la panique des arrivants. Tout redevient normal, les deux hommes s'assoient sur des chaises qui disparaissent instantanément. La nappe qui recouvre la table devient un fantôme qui agite les bras. Encore une fois, le calme revient, ainsi que les chaises, les voyageurs peuvent enfin espérer dîner. Le repas se prépare magiquement devant eux : les serviettes rampent comme des serpents, un couteau découpe le saucisson et en range méticuleusement les tranches (deux se sauvent qu'il rattrape). Le gâteau est découpé, une serviette ramasse les miettes. La cafetière s'envole et sert le café, le sucrier distribue, les cuillères remuent. Cette séquence est réalisée en animation par le procédé de l'image par image.
Les voyageurs s'attablent mais les maléfices reprennent aussitôt, le repas merveilleux avorte, le buffet se ferme hermétiquement, les chaises, la table disparaissent. Il ne reste plus aux voyageurs que de se coucher le ventre vide. Les messieurs laissent le lit à la dame. Eux-mêmes s'enroulent dans un tapis. Dernière manifestation de sorcellerie : la maison se met à tanguer (par oscillation du décor), puis des flammèches envahissent la pièce (par surimpression), et enfin la maison tourbillonne sur elle-même.
Le sorcier dont on a aperçu le portrait vivant s'attable devant la maison bouleversée (maquette) et entreprend de dévorer les trois malheureux voyageurs (poupées).

## Fiche technique
- Titre : La Maison hantée
- Titre alternatif : La Maison des lutins, La Maison morcelée, La Maison hantée
- Titre espagnol : La casa hechizada
- Réalisation : Segundo de Chomón
- Photographie : Segundo de Chomón
- Genre :  Comédie, Film fantastique
- Société de production : Pathé Frères
- Format : 35 mm, noir et blanc, muet
- Pays d'origine :  France,  Espagne
- Durée : 6 minutes